# Ivanhoe (1913, Vereinigte Staaten)
Ivanhoe ist ein US-amerikanischer Stummfilm aus dem Jahr 1913. Bei der zweiten Verfilmung des Romans Ivanhoe von Sir Walter Scott führte Herbert Brenon Regie. Der Film hatte eine Laufzeit von 48 Minuten und befand sich auf drei Filmrollen.

## Veröffentlichung

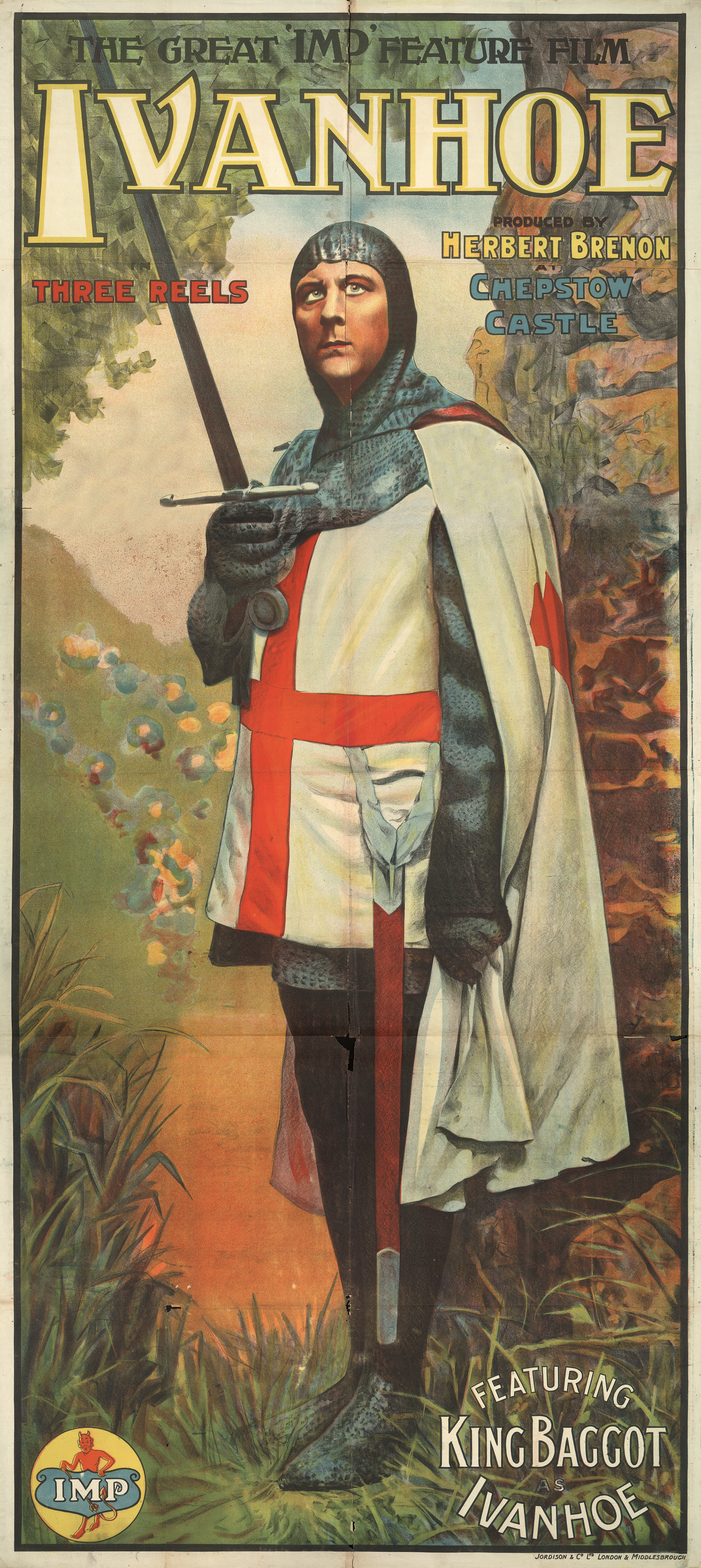
Plakat von 1913

Der von der Independent Moving Pictures Company produzierte und von Universal vertriebene Film wurde am 22. September 1913 uraufgeführt.

## Kritik
„Das buntbewegte Kampfbild, der Reiz der Persönlichkeiten der Hauptdarsteller, an deren Spitze Englands bedeutendster Schauspieler, Mr. King Baggott, steht, gestaltet dieses Drama zu einem der interessantesten des Filmmarktes. Es ist wunderbar, welche Arbeit geleistet wurde, eine Menge von über 1000 Personen zu leiten, um sie zu einem harmonischen Zusammenspiel zu bringen.“